# Robert Blair (astrónomo)
Robert Blair (Garvald, 1748-Westlock, 22 de diciembre de 1828) fue un astrónomo escocés.
Fue profesor de Astronomía en la Universidad de Edimburgo desde 1786 hasta su muerte. En 1798 resuelve el problema de la aberración esférica en el telescopio inventando unas lentes que llamó "aplanáticas".
En 1786 fue elegido miembro académico de la Sociedad Real de Edimburgo.